# Sd.Kfz. 9
Az Sd.Kfz. 9 (Famo) egy német féllánctalpas jármű volt, melyet széles körben használtak a második világháború alatt. Fő feladatköre a nehéz tüzérségi lövegek vontatása volt, mint a 24 cm Kanone 3, illetve harckocsimentő-járműként is használták. Hozzávetőleg 2500 darab készült belőle 1938-1945 között. Az Sd.Kfz. a német Sonderkraftfahrzeug rövidítése, jelentése: speciális gépjármű.

## Leírás

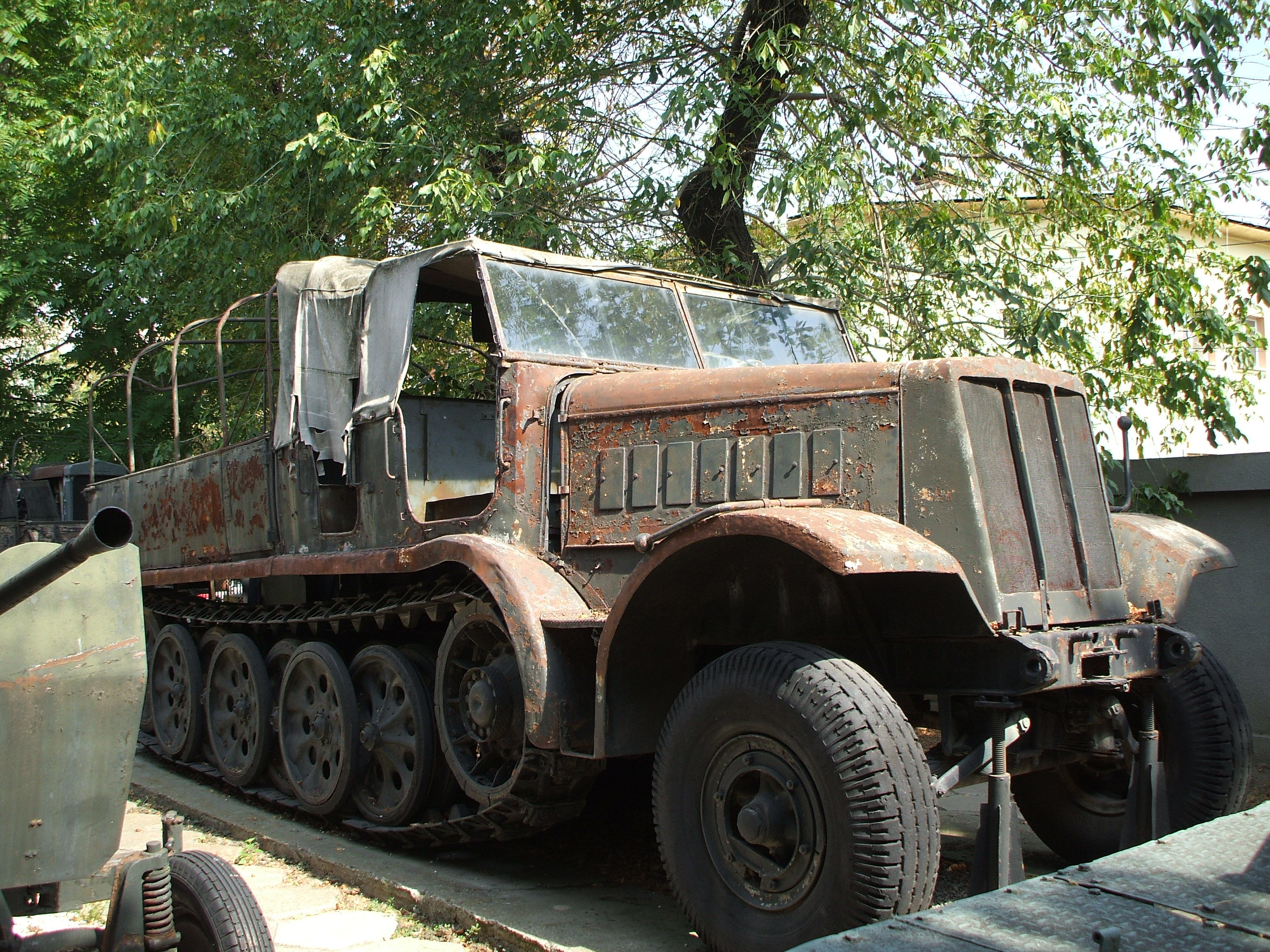
Sd.Kfz. 9 a bukaresti Nemzeti Katonai Múzeumban kiállítva.

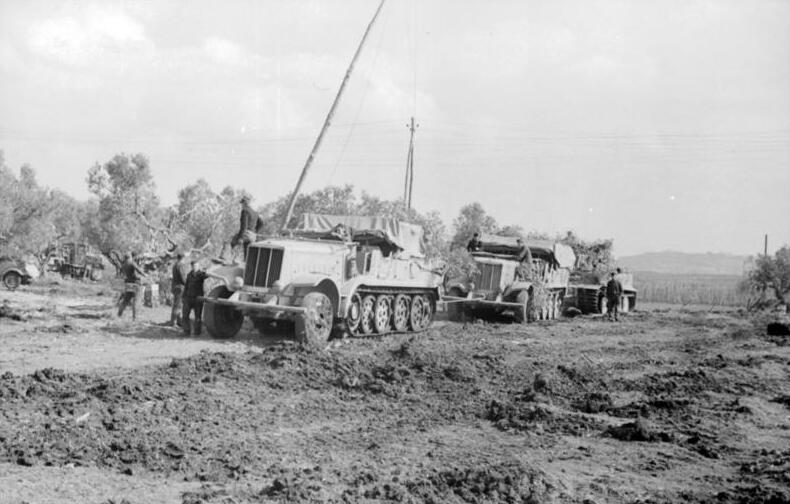
Két Sd.Kfz. 9 készen áll egy Tigris I vontatására.

Az Sd.Kfz. 9 féllánctalpasnak létra-alváza volt. A meghajtásról egy Maybach 12 hengeres, vízhűtéses, 10 838 cm3-es, 270 lóerős HL 108 benzinmotor gondoskodott. ZF G 65 VL 230 szinkron sebességváltója volt négy előre és egy hátra sebességgel. Két üzemanyagtartállyal rendelkezett, az egyik 90, a másik 230 literes kapacitással.
Mind a lánctalpakat, mind a kerekeket használták kanyarodáskor. A kormányművet úgy alakították ki, hogy enyhe kanyarodáskor csak a kerekek fordultak, de ha a kormánykereket jobban eltekerték, akkor a megfelelő lánctalpat lefékezte a rendszer. A meghajtó lánckerék a hagyományos fogas kialakítás helyett görgős kialakítású volt. A hátsó felfüggesztés hat dupla futógörgőt tartalmazott, melyeket torziós rugókkal felfüggesztett lengőkarok tartottak. Egy láncvisszafordító-feszítőgörgőt rögzítettek a jármű végébe, ezzel szabályozták a lánctalp feszességét. Az elülső kerekekhez laprugókat és lengéscsillapítókat használtak.
A felső karosszéria rendelkezett egy személyzeti fülkével, amely az összes változatot jellemezte. Ebbe ülőpadokat helyeztek, egyet a vezető és annak segéde számára, egy másikat pedig a legénység számára. A felső karosszéria hátulsó részét a jármű aktuális feladatköréhez igazították. A tüzérségi vontatót két további ülőpaddal szerelték fel a löveg kezelőszemélyzete számára, illetve biztosítottak helyet a lőszernek is. A szállító változat csak két tároló résszel volt ellátva a platóval szemközt, oldalanként eggyel, melyek kifelé nyíltak. A szélvédőt le lehetett hajtani, illetve el is lehetett távolítani. A karosszéria hátsó része fölé ponyvatetőt lehetett kifeszíteni. Kifeszített állapotban a szélvédőre kellett erősíteni.
Az Sd.Kfz. 9 féllánctalpast 28 tonna vontatására tervezték. Ez megfelelő volt a közepes harckocsikhoz, mint a Panzerkampfwagen IV, de kettő, három vagy akár négy jármű volt szükséges a nehezebb járművek vontatásához, mint a Párduc, Tigris vagy Királytigris. Sd.Anh 116 alacsony rakfelületű utánfutót vontatott a meghibásodott járművek szállításához.

## Tervezet és fejlesztés
A háború első éveiben használt német féllánctalpasok előzetes terveit a Katonai Autóipari Minisztériumnak (Wa Prüf 6) dolgozó Ernst Kniepkamp készítette, mielőtt még 1933-ban a nácik átvették a hatalmat. A terveit ezután kereskedelmi cégek vették át fejlesztési és tesztelési célokra. A breslau-i Fahrzeug- und Motorenbau GmbH (FAMO) kapta a megbízást a 18 tonnás nehéz lánctalpas vontató jármű kifejlesztésére. Az első prototípusuk, az FM gr 1 1936-ban készült el. 200 lóerős Maybach HL 98 TUK motorja volt, hossza pedig mindössze 7,7 méter. Az F 2 prototípus 1938-ban érkezett, de csak részleteiben tért el az elődtől.
Az F 3 1939-ben tűnt fel, és ez lett a gyártási változat. A tervezet egyszerűsödött a háború alatt, költségcsökkentési és stratégiai alapanyagok megtakarításának céljából. Néhány járművet a Tatra gyártott 12 hengeres, léghűtéses Type 103 dízelmotorral.

### Változatok
- Sd.Kfz. 9/1 Drehkran (Hebekraft 6 t) auf Fgst des schweren Zgkw 18t. Új felső karosszériát használtak az Sd.Kfz. 9/1 járműnél, amely egy 6 tonna teherbírású daruval volt felszerelve az ülőpadok helyére a platóra. 1941 szeptemberétől a feladatköre a harckocsik karbantartása volt.

- Sd.Kfz. 9/2 Drehkran (Hebekraft 10 t) auf Fgst des schweren Zgkw 18t. Egy nagyobb, benzin-elektromos, 10 tonna teherbírású daruval felszerelt változat volt az Sd.Kfz. 9/2, de támtalpakra volt szükség ahhoz, hogy a járművet stabilizálják. Ezeket a művelet megkezdése előtt kellett leengedni.

- 8,8 cm FlaK 18 Selbstfahrlafette auf Zugkraftwagen 18t. 8,8 cm FlaK 18 légvédelmi lövegeket szereltek fel 50 Sd.Kfz 9 féllánctalpasra 1940-ben, hogy páncélelhárító feladatkörre tegyék alkalmassá a járművet. A vezetőfülke és motorház könnyen, de teljesen páncélozott volt, ami abban korlátozta a löveget, hogy csak előre tudott tüzelni. Egy lenyitható oldalú platformmal szerelték fel a löveget. Külső támtalpakra volt szükség, hogy alátámasszák a platform oldalait a löveg súlya miatt. A jármű súlya 25 tonna, hossza 9,32 méter, magassága 3,67 méter, szélessége 2,65 méter volt.

- 8,8 cm FlaK 37 Selbstfahrlafette auf Zugkraftwagen 18t. 8,8 cm-es légvédelmi löveggel felszerelt változat.

## Gyártás
A plauen-i Vomag 1940-ben kezdte az Sd.Kfz. 9 sorozatgyártását, majd a Tatra is csatlakozott a háború utolsó éveiben. 1942 december 20-án 855 darab volt hadrendben. 1943-ban 643 darabot, 1944-ben további 834 darabot gyártottak. Hozzávetőleg 2500 darab készült a járműből összesen. Az alaptípus ára 60 000 német birodalmi márka volt.

## Galéria

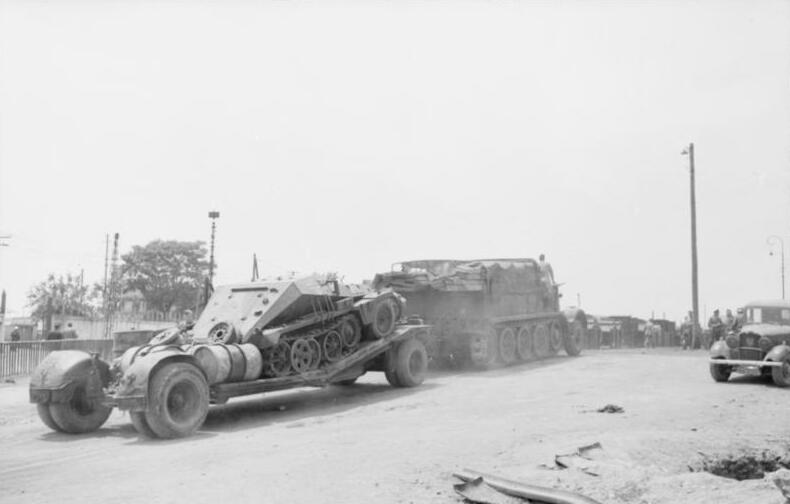
SdKfz.9 szállít Sd.Ah. 115-ös tréleren, egy SdKfz 250-es lövészpáncélost Krétán, 1941 május.
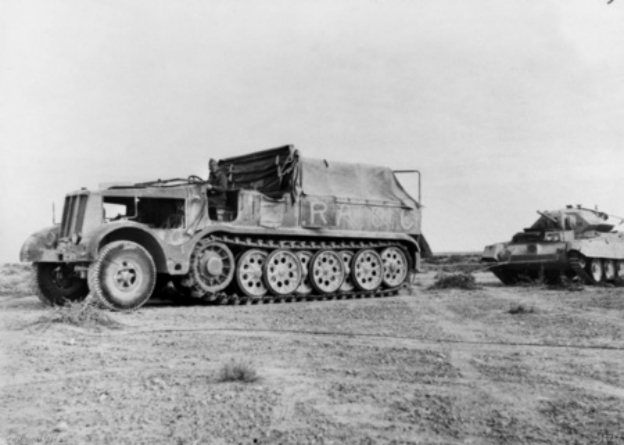
SdKfz.9 húz egy elfogott Mk VI Crusader tankot Észak-Afrikában 1942 március.
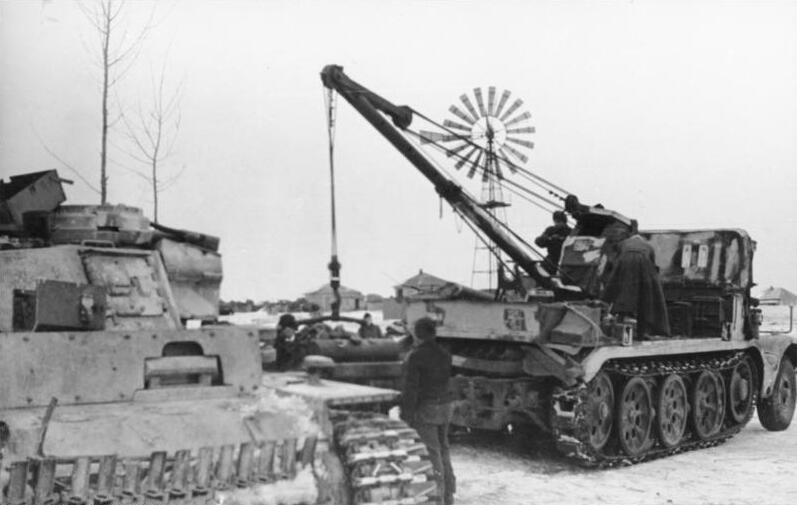
Sd.Kfz. 9/1 beemel egy Maybach HL 120 TRM motort egy Panzer III harckocsiba, Oroszország, 1943 január.
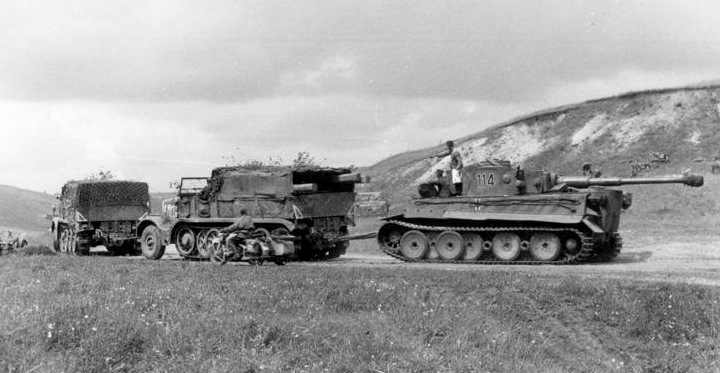
Két SdKfz.9, vontat egy Panzerkampfwagen VI tankot Oroszországban a kurszki csata idején, 1943 július.
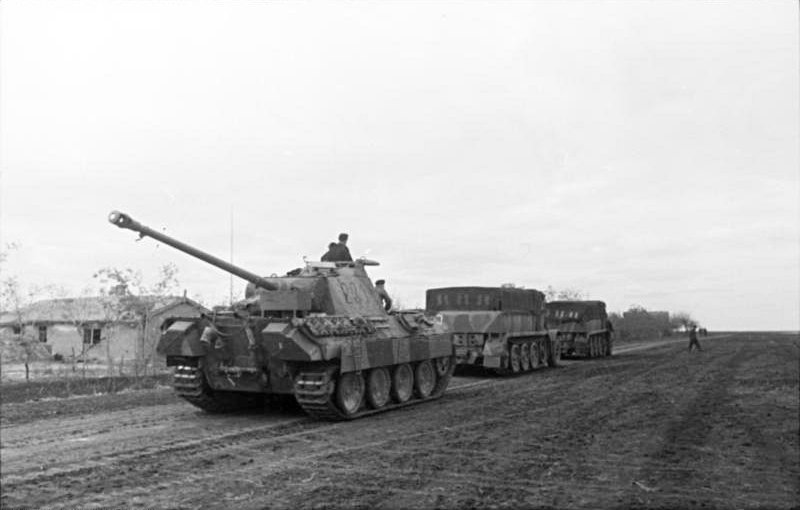
Két SdKfz.9, amely egy Panzerkampfwagen V  tankot vontat Oroszország déli részén, 1943 augusztus.
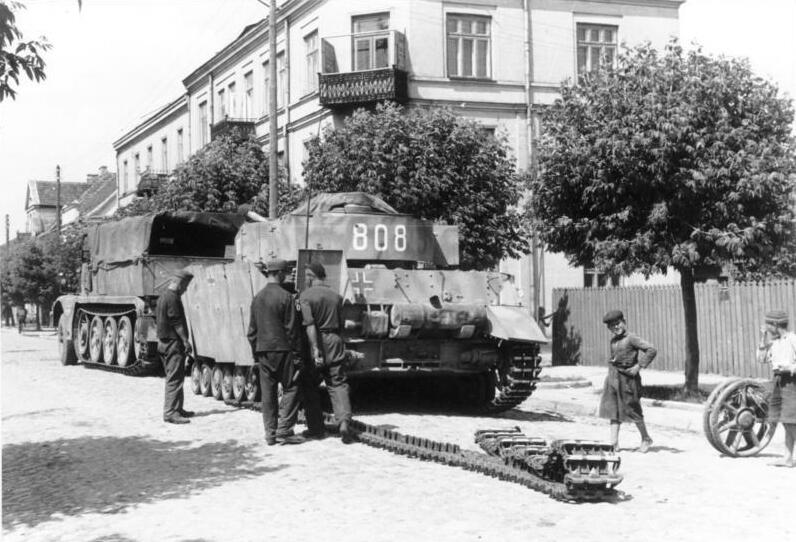
SdKfz.9 és egy sérült Panzer IV Oroszországban, 1944 június.

## Lásd még
- 1-es típusú féllánctalpas
- Wz. 34
- BA–30

## Fordítás
- Ez a szócikk részben vagy egészben  a   Sd.Kfz. 9 című angol Wikipédia-szócikk ezen változatának fordításán alapul.  Az eredeti cikk szerkesztőit annak laptörténete sorolja fel. Ez a jelzés csupán a megfogalmazás eredetét és a szerzői jogokat jelzi, nem szolgál a cikkben szereplő információk forrásmegjelöléseként.